# Mouhamadou Dabo
Mouhamadou Dabo (ur. 28 listopada 1986 w Dakarze) – piłkarz francuski pochodzenia senegalskiego, grający na pozycji obrońcy. Od 2016 jest zawodnikiem SM Caen.

## Kariera klubowa
Dabo urodził się w 1986 roku w Dakarze w Senegalu. Karierę rozpoczynał w lokalnej drużynie ASC Yeggo. W 2000 roku wyjechał do Francji, gdzie w 2003 roku rozpoczął grę w zespole AS Saint-Étienne. W swoim pierwszym sezonie wystąpił w trzech meczach Les Verts, aby w ciągu następnych lat stać się etatowym zawodnikiem drużyny.
W maju 2010 przeszedł do Sevilli FC. W Hiszpanii rozegrał jedynie 24 meczów, po czym wrócił do Francji do Olympique Lyon. W sezonie 2015/2016 grał w Troyes AC, a latem 2016 trafił do SM Caen.
| Sezon   | Klub             | Kraj      | Rozgrywki        | Mecze | Bramki | Rozgrywki Europy                    | Mecze | Bramki |
| ------- | ---------------- | --------- | ---------------- | ----- | ------ | ----------------------------------- | ----- | ------ |
| 2004/05 | AS Saint-Étienne | Francja   | Ligue 1          | 3     | 0      | -                                   | -     | -      |
| 2005/06 | AS Saint-Étienne | Francja   | Ligue 1          | 18    | 0      | -                                   | -     | -      |
| 2006/07 | AS Saint-Étienne | Francja   | Ligue 1          | 14    | 0      | -                                   | -     | -      |
| 2007/08 | AS Saint-Étienne | Francja   | Ligue 1          | 32    | 0      | -                                   | -     | -      |
| 2008/09 | AS Saint-Étienne | Francja   | Ligue 1          | 24    | 1      | Liga Mistrzów UEFA                  | 5     | 0      |
| 2009/10 | AS Saint-Étienne | Francja   | Ligue 1          | 25    | 0      | -                                   | -     | -      |
| 2010/11 | Sevilla FC       | Hiszpania | Primera División | 24    | 0      | Liga Mistrzów UEFA Liga Europy UEFA | 2 6   | 0 0    |
| 2011/12 | Olympique Lyon   | Francja   | Ligue 1          | 15    | 0      | Liga Mistrzów UEFA                  | 3     | 0      |
| 2012/13 | Olympique Lyon   | Francja   | Ligue 1          | 30    | 0      | Liga Europy UEFA                    | 1     | 0      |
| 2013/14 | Olympique Lyon   | Francja   | Ligue 1          | 10    | 0      | Liga Mistrzów UEFA Liga Europy UEFA | 1 4   | 0 0    |
| 2014/15 | Olympique Lyon   | Francja   | Ligue 1          | 13    | 0      | Liga Europy UEFA                    | 0     | 0      |
| 2015/16 | Troyes AC        | Francja   | Ligue 1          | 17    | 0      | -                                   | -     | -      |

Stan na: koniec sezonu 2015/2016

## Kariera reprezentacyjna
Swoją karierę Dabo rozpoczynał w drużynie francuskiej młodzieżówki, U-21. W latach 2007–2009 zawodnik wystąpił w 10 meczach kadry narodowej i nie strzelił żadnej bramki.
W 2009 roku zawodnik otrzymał powołanie na mecz kadry seniorów przeciwko Argentynie, który odbył się 11 lutego. Mimo powołania, Dabo nie zadebiutował w spotkaniu "Trójkolorowych".